# Aleurodiscus dendroideus
Aleurodiscus dendroideus är en svampart som beskrevs av Ginns 1982. Aleurodiscus dendroideus ingår i släktet Aleurodiscus och familjen Stereaceae.   Inga underarter finns listade i Catalogue of Life.